# Healy (Schiff)
Die USCGC (United States Coast Guard Cutter) Healy ist ein US-amerikanisches, als Eisbrecher ausgelegtes Forschungsschiff. Sie wurde 1999 in Dienst gestellt und ist neben der der USCGC Polar Star einer der beiden aktiven Eisbrecher der US-Küstenwache.

## Geschichte

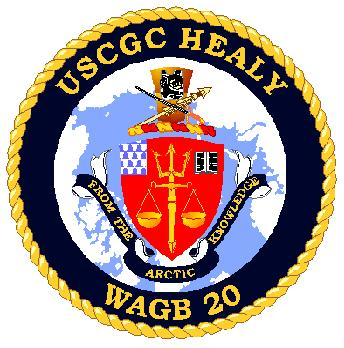
Abzeichen

Die Healy, benannt nach Michael A. Healy, ist 128 Meter lang und besitzt einen dieselelektrischen Antrieb mit einer maximalen Antriebsleistung der Motoren von 22.000 kW. Sie wurde von Avondale Industries in New Orleans gebaut und 1999 von der United States Coast Guard in Dienst gestellt. Die Gemeinschaft der Wissenschaftler war an der Entwicklung und Konstruktion der Healy beteiligt und lieferte einen wertvollen Beitrag bei der Ausstattung des Schiffes mit Laboratorien und der technischen Ausstattung im Allgemeinen. Sie wurde dazu entworfen, einen weiten Bereich von Forschungsarbeiten zu ermöglichen. Dazu stehen über 390 m² Laborfläche zur Verfügung. Die Healy verfügt über zahlreiche elektronische Sensoren, ozeanografische Geräte und Quartiere für 50 Wissenschaftler. Das Schiff kann bei einer konstanten Geschwindigkeit von 3 kn etwa 1,5 m dickes Eis brechen und bei Temperaturen von bis zu −36 °C (−50 °F) operieren. Ihre Höchstgeschwindigkeit beträgt 17 kn, die Reisegeschwindigkeit ist 12 kn. Ihre Besatzung umfasst 76 reguläre Besatzungsmitglieder.  Das Schiff verfügt über ein Helipad.
Als Schiff der Küstenwache kann die Healy mit ihrer Ausstattung Missionen im Polargebiet unterstützen, inklusive Logistik, Eskorten, Umweltüberwachung sowie der Durchsetzung von nationalen Bestimmungen und Verträgen. Sie ist ihren Aufgaben entsprechend selbstverständlich auch für Such- und Rettungseinsätze ausgerüstet.
Im Jahr 2017 war die Healy als Artwork Foto auf dem Cover des Albums "Infinite (Deep-Purple-Album)" und gezeichnet im Musikvideo zum Song "The Surprising" von Deep Purple zu sehen.